# Thérouldeville
Thérouldeville és un municipi francès situat al departament del Sena Marítim i a la regió de Normandia. L'any 2007 tenia 520 habitants.

## Demografia

### Població
El 2007 la població de fet de Thérouldeville era de 520 persones. Hi havia 194 famílies de les quals 36 eren unipersonals (12 homes vivint sols i 24 dones vivint soles), 65 parelles sense fills, 85 parelles amb fills i 8 famílies monoparentals amb fills.
La població ha evolucionat segons el següent gràfic:
Habitants censats

### Habitatges
El 2007 hi havia 224 habitatges, 193 eren l'habitatge principal de la família, 23 eren segones residències i 7 estaven desocupats. 198 eren cases i 23 eren apartaments. Dels 193 habitatges principals, 150 estaven ocupats pels seus propietaris, 42 estaven llogats i ocupats pels llogaters i 2 estaven cedits a títol gratuït; 12 tenien dues cambres, 36 en tenien tres, 47 en tenien quatre i 98 en tenien cinc o més. 157 habitatges disposaven pel capbaix d'una plaça de pàrquing. A 82 habitatges hi havia un automòbil i a 84 n'hi havia dos o més.

### Piràmide de població
La piràmide de població per edats i sexe el 2009 era:
| Homes | Edats   | Dones |
| ----- | ------- | ----- |
| 0     | 95 o +  | 0     |
| 0     | 90 a 94 | 0     |
| 0     | 85 a 89 | 4     |
| 0     | 80 a 84 | 12    |
| 16    | 75 a 79 | 8     |
| 4     | 70 a 74 | 4     |
| 16    | 65 a 69 | 8     |
| 4     | 60 a 64 | 16    |
| 8     | 55 a 59 | 4     |
| 24    | 50 a 54 | 12    |
| 28    | 45 a 49 | 20    |
| 20    | 40 a 44 | 16    |
| 4     | 35 a 39 | 24    |
| 12    | 30 a 34 | 12    |
| 8     | 25 a 29 | 4     |
| 8     | 20 a 24 | 16    |
| 24    | 15 a 19 | 28    |
| 16    | 10 a 14 | 32    |
| 12    | 5 a 9   | 16    |
| 16    | 0 a 4   | 4     |

## Economia
El 2007 la població en edat de treballar era de 331 persones, 261 eren actives i 70 eren inactives. De les 261 persones actives 233 estaven ocupades (128 homes i 105 dones) i 27 estaven aturades (10 homes i 17 dones). De les 70 persones inactives 24 estaven jubilades, 24 estaven estudiant i 22 estaven classificades com a «altres inactius».

### Ingressos
El 2009 a Thérouldeville hi havia 220 unitats fiscals que integraven 604,5 persones, la mediana anual d'ingressos fiscals per persona era de 16.072 €.

### Activitats econòmiques
Dels 16 establiments que hi havia el 2007, 5 eren d'empreses de construcció, 3 d'empreses de comerç i reparació d'automòbils, 1 d'una empresa de transport, 1 d'una empresa d'hostatgeria i restauració, 3 d'empreses financeres, 1 d'una empresa immobiliària, 1 d'una empresa de serveis i 1 d'una entitat de l'administració pública.
Dels 6 establiments de servei als particulars que hi havia el 2009, 1 era un taller d'inspecció tècnica de vehicles, 1 paleta, 3 lampisteries i 1 electricista.
L'únic establiment comercial que hi havia el 2009 era una gran superfície de material de bricolatge.
L'any 2000 a Thérouldeville hi havia 8 explotacions agrícoles que ocupaven un total de 335 hectàrees.

## Equipaments sanitaris i escolars
El 2009 hi havia una escola elemental integrada dins d'un grup escolar amb les comunes properes formant una escola dispersa.

## Poblacions més properes
El següent diagrama mostra les poblacions més properes.